# مایکولتا، استرالیای جنوبی
مایکولتا (به انگلیسی: Moculta) یک شهرک در استرالیا است که در استرالیای جنوبی واقع شده‌است.

## نگارخانه

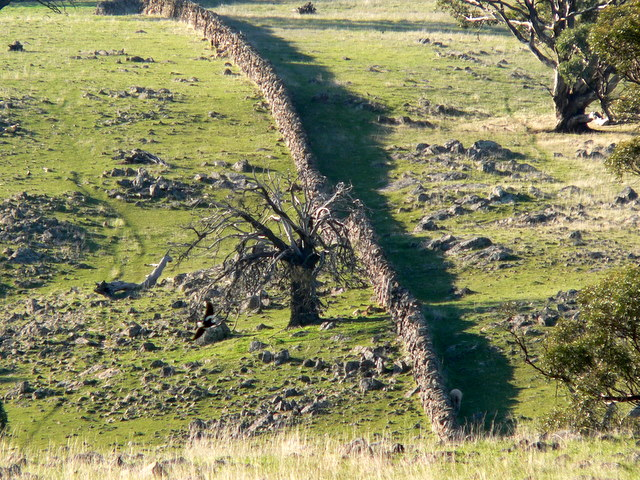
دیوار سنگی خشک در کنار کوه کارینیا نزدیک ماکولتا، استرالیای جنوبی.
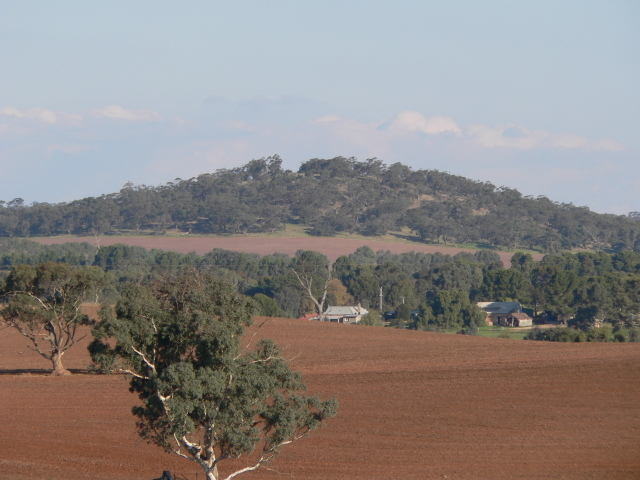
دیوار سنگی خشک در کنار کوه کارینیا نزدیک ماکولتا، استرالیای جنوبی..
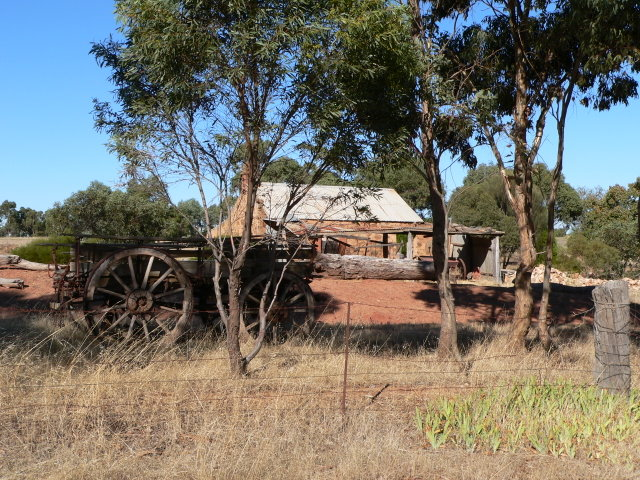
The restored cottage of the Rosenzweig's at Moculta, حدود ۱۸۵۹ پیشنما با تجهیزات کامل در پیش نمای مزرعه ثبت شده‌است..
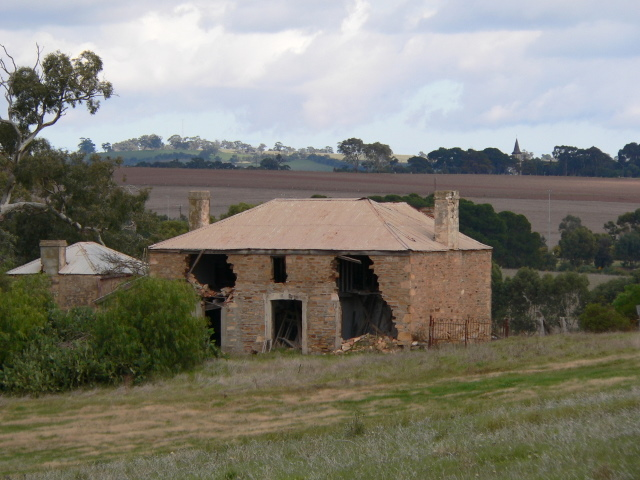
موزه خانواده شانون خارج از موکالتا، استرالیای جنوبی.
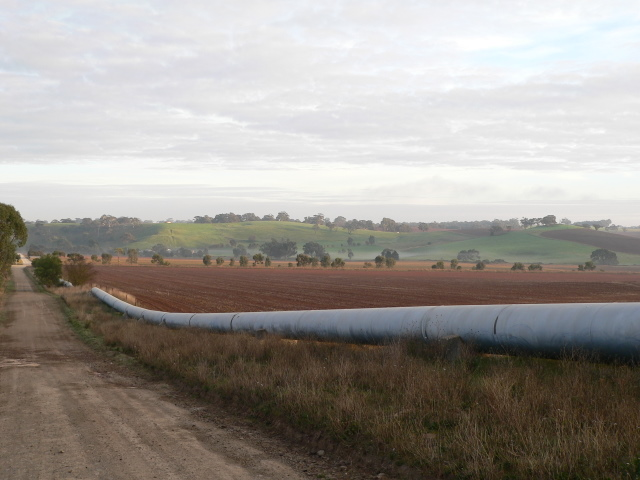
سواحل رسیدن به خط لوله به استوکول در ماکولتا، استرالیای جنوبی.